# Christnach
Christnach är en ort i Luxemburg.   Den ligger i distriktet Grevenmacher, i den centrala delen av landet, 21 kilometer nordost om huvudstaden Luxemburg. Christnach ligger 325 meter över havet och antalet invånare är 394.
Terrängen runt Christnach är platt söderut, men norrut är den kuperad.  Runt Christnach är det ganska tätbefolkat, med 60 invånare per kvadratkilometer.. Närmaste större samhälle är Ettelbruck, 14,2 kilometer nordväst om Christnach. 
I omgivningarna runt Christnach växer i huvudsak blandskog.